# Biserica de lemn din Lita

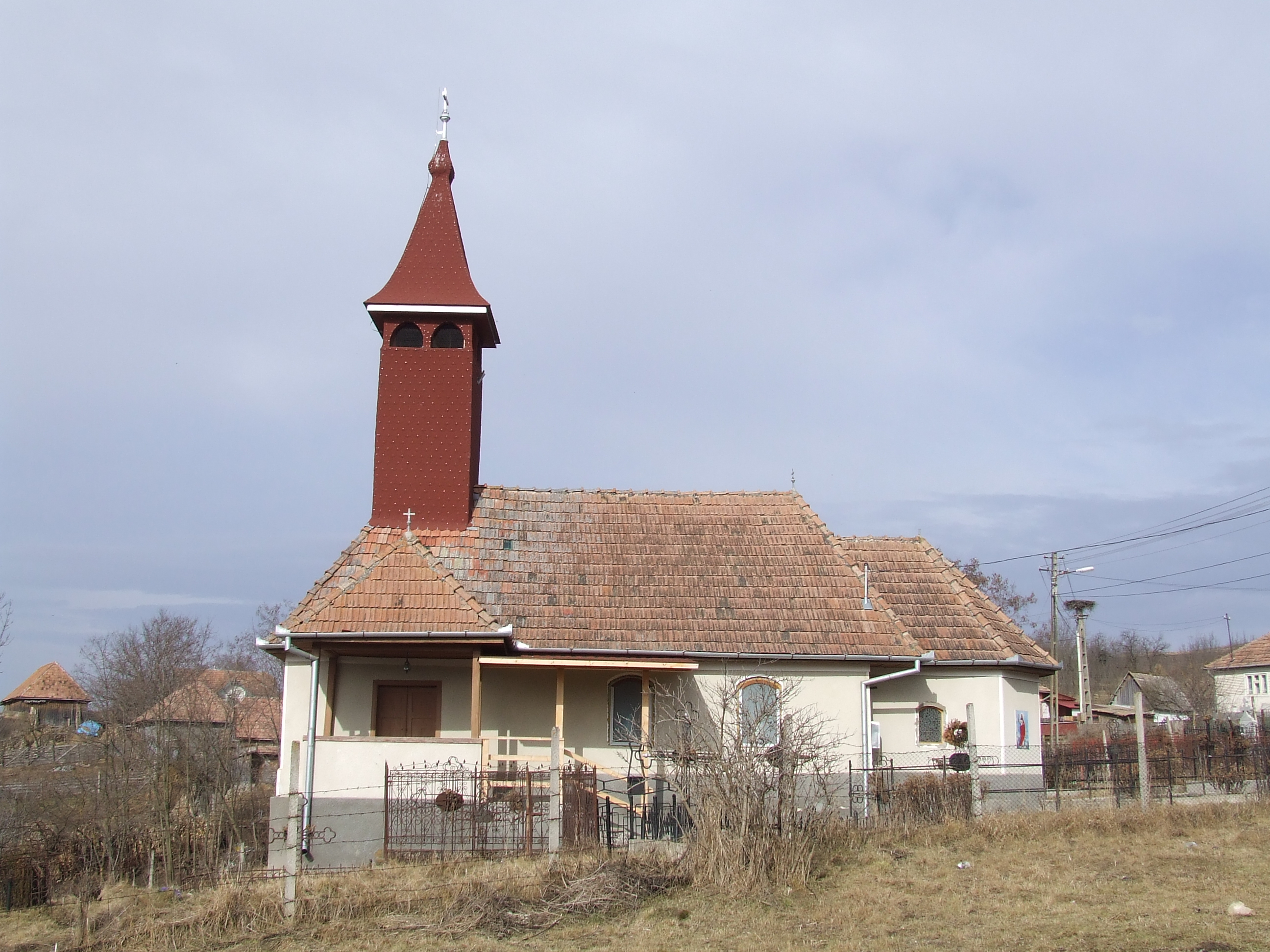
Biserica de lemn din Crăeşti, județul Cluj, adusă din localitatea apropiată Lita. Foto: 2009

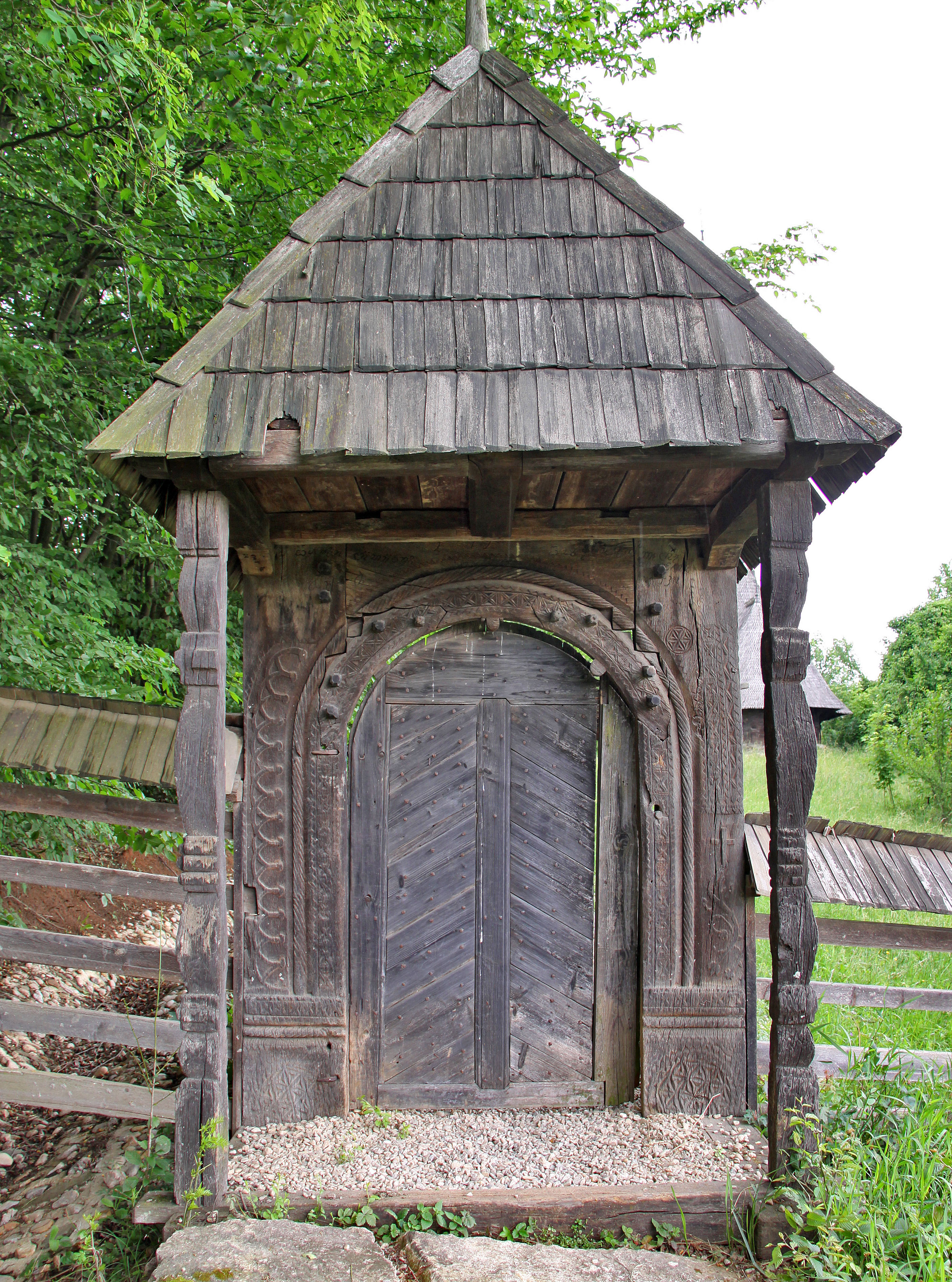
Poarta de cimitir din localitatea Lita adusă în Parcul Etnografic Național "Romulus Vuia" din Cluj-Napoca. Foto: 2009

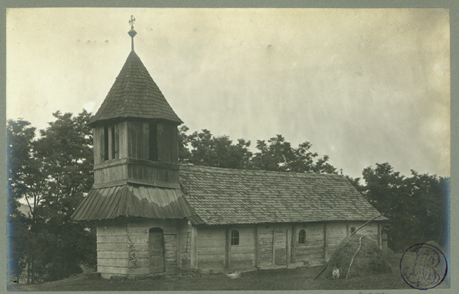
Biserica veche din Crăești (Craifalău), fotografie de Leopold Adler

Biserica de lemn din Lita din localitatea omonimă în județul Cluj a fost mutată în 1946 în satul Crăești. Poarta cimitirului a fost transferată în Parcul Etnografic Național „Romulus Vuia" din Cluj-Napoca. Lăcașul de cult a fost sfințit în anul 1815, cu hramul „Nașterea Preasfintei Fecioare Maria”.

## Istoric
În anul 1735 episcopul Inochentie Micu-Klein de Făgăraș și Alba Iulia a dispus efectuarea unui recensământ. Potrivit acestuia, în satul Lita, cei 145 de credincioși, conduși de preotul Popa Ștefan, aveau o biserică din lemn, construită pe la 1585, cu hramul Sfinții Arhangheli Mihail și Gavriil. Biserica se găsea pe terenul numit „Dealul după Cruce”. Aici era de fapt cimitirul satului. În acest cimitir se intra printr-o poartă de lemn, care actualmente se găsește la Muzeul Etnografic din Cluj. Pe această poartă a dăinuit până astăzi inscripția care face cunoscut numele meșterului și data când a construit-o: „Oltean Simion o au făcut, în anul 1709, luna aprilie, ziua 3”. În această biserică se găsea o icoană de lemn cu următoarea  inscripție: „Văleat  1743 pe timpul Vlădicii I. Klein zugrăvită în casa popii Ștefan”.
În anul 1808, după 223 de ani de la ridicarea ei, cum starea acestei biserici devenise precară, preotul nou venit în Lita, Romonțai, a pus problema construirii unei noi biserici, mai  încăpătoare. Aceasta a fost ridicată pe un teren mai propice, mai sus cu 50 m față de biserica veche, tot din lemn, de formã dreptunghiulară, cu altarul  arcuit și turnul ascuțit și era acoperită cu șindrilă. Meșterul a fost Oltean Gheorghe de la moară. Biserica anterioară a fost demolată în anul 1815, iar din  lemnul ei a fost construită bucătăria de vară a casei parohiale.
În anul 1931 parohia Lita l-a angajat pe inginerul Ștefan Keppl din Cluj pentru ridicarea noii biserici din piatră albă. Lucrarea de ridicare a durat 4 luni, aprilie-august, în același an s-a făcut și acoperirea bisericii.
În anul 1940 biserica din satul vecin Crăiești  a ars. Cum în Lita se găseau două biserici și cei de aici o foloseau numai pe una, credincioșii din Crăiești au format o delegație și au venit la hramul bisericii din Lita, pe 15 august 1940, și le-au propus celor din Lita să le vândă lor biserica veche. Au fost începute și demersurile oficiale. Primul act înregistrat în arhiva parohiei în acest sens, cu data de 15 august 1940, este o cerere adresată de către credincioșii din Crăiești celor din Lita, pentru ca aceștia să le vândă bisericuța din lemn. Cu toate că demersurile necesare au fost înaintate forurilor superioare pentru aprobare, din cauza vremurilor tulburi lucrurile s-au tărăgănat, iar aprobarea a venit abia peste 6 ani.

## Imagini din exterior

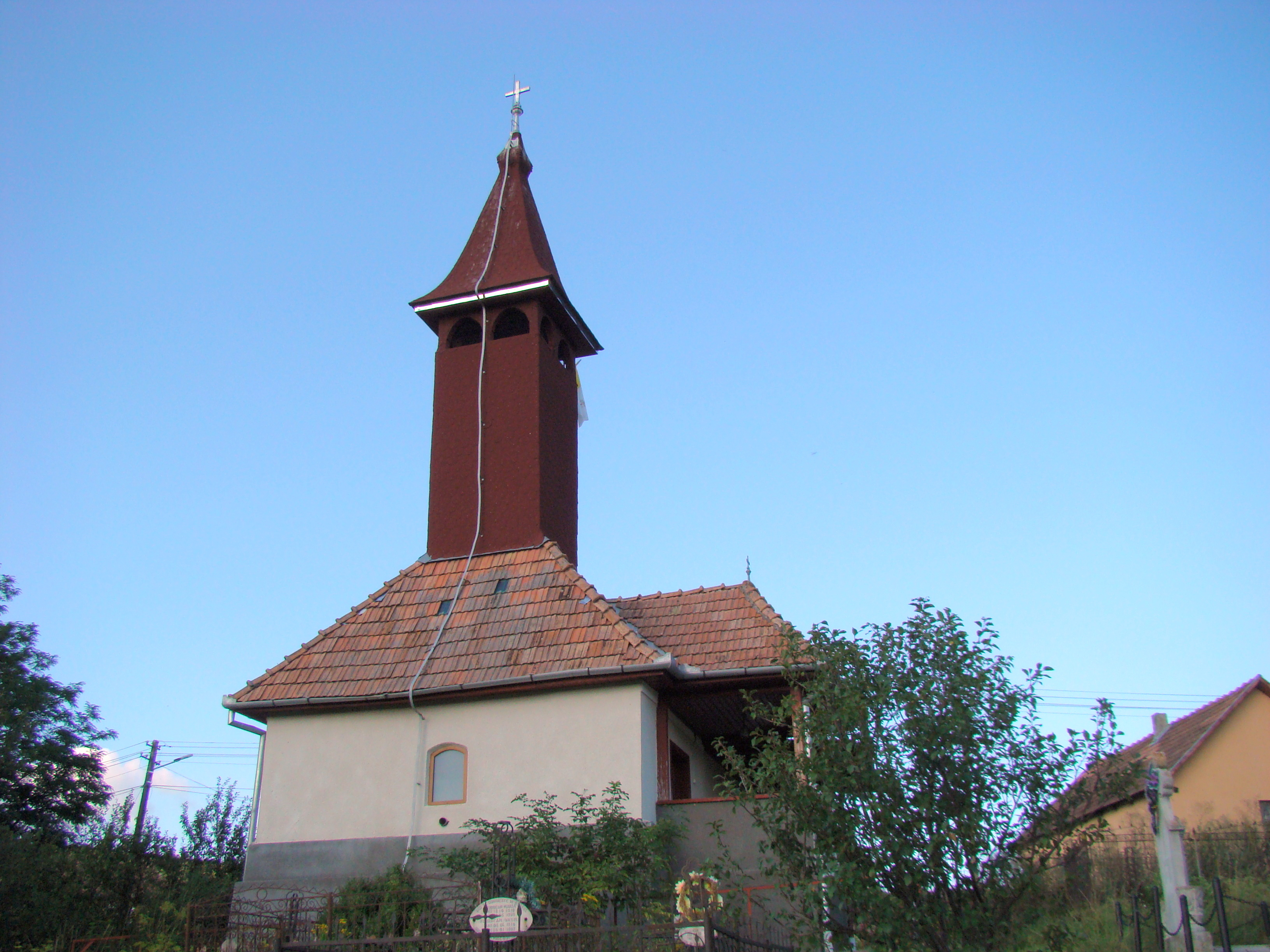
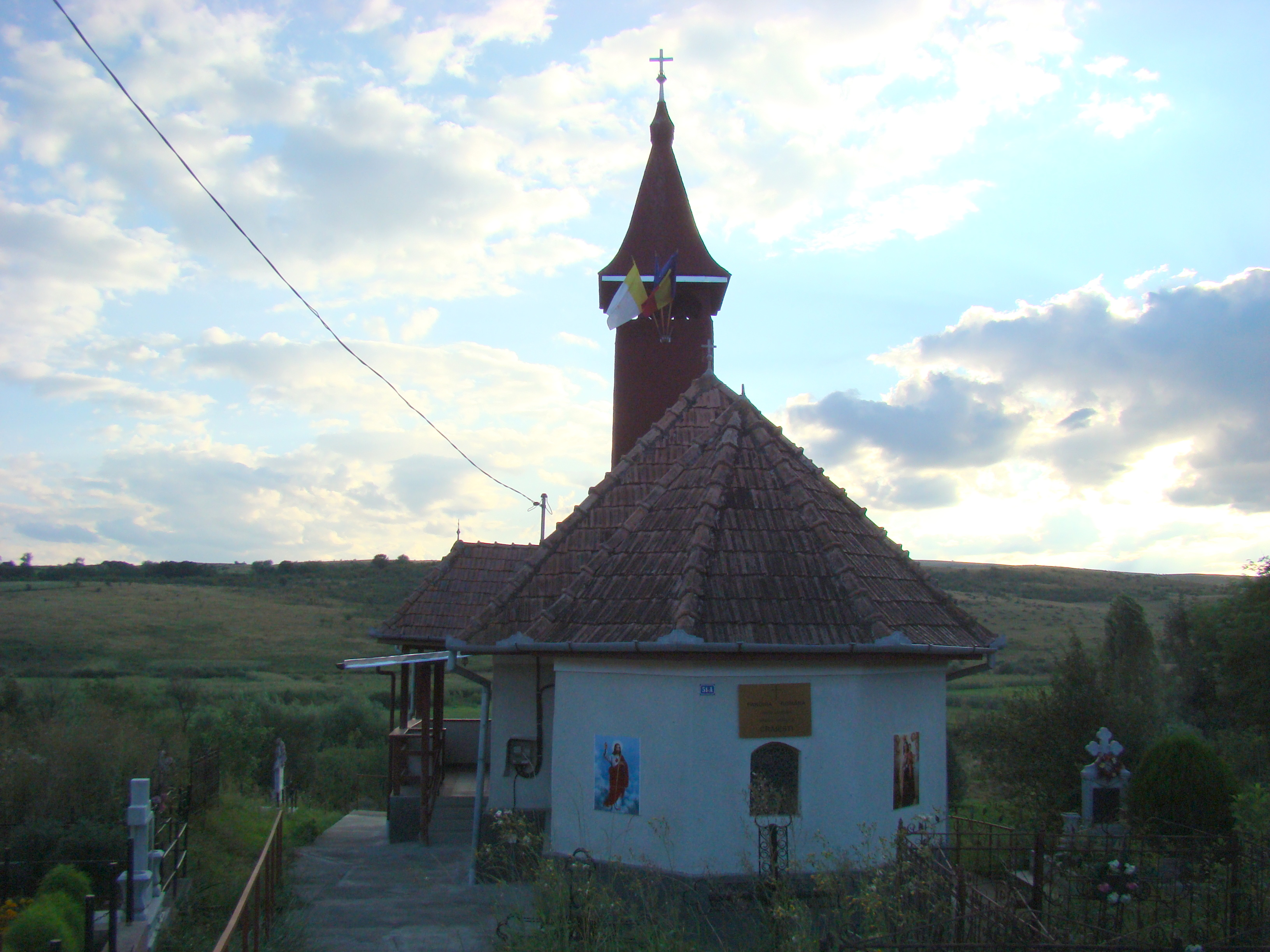
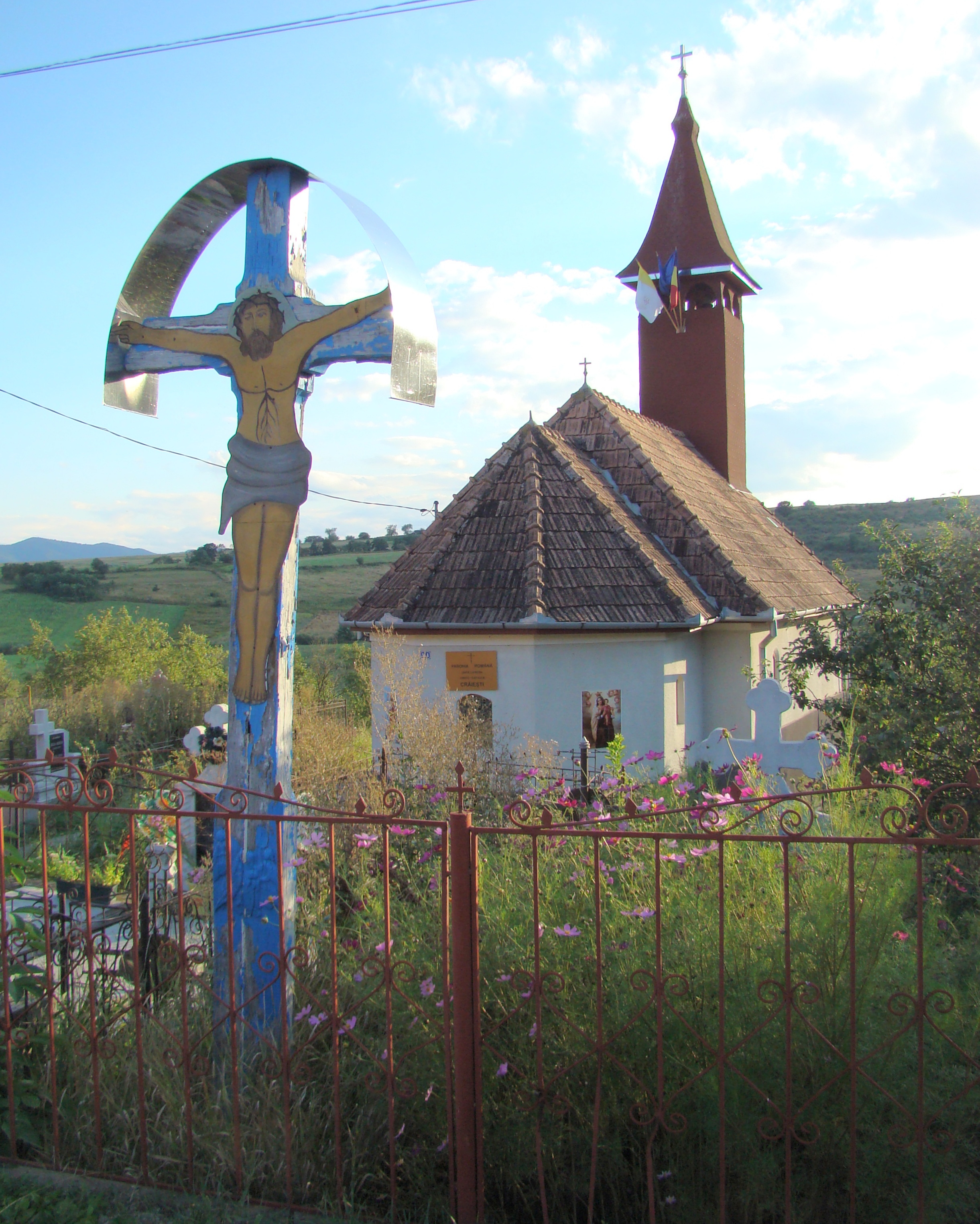
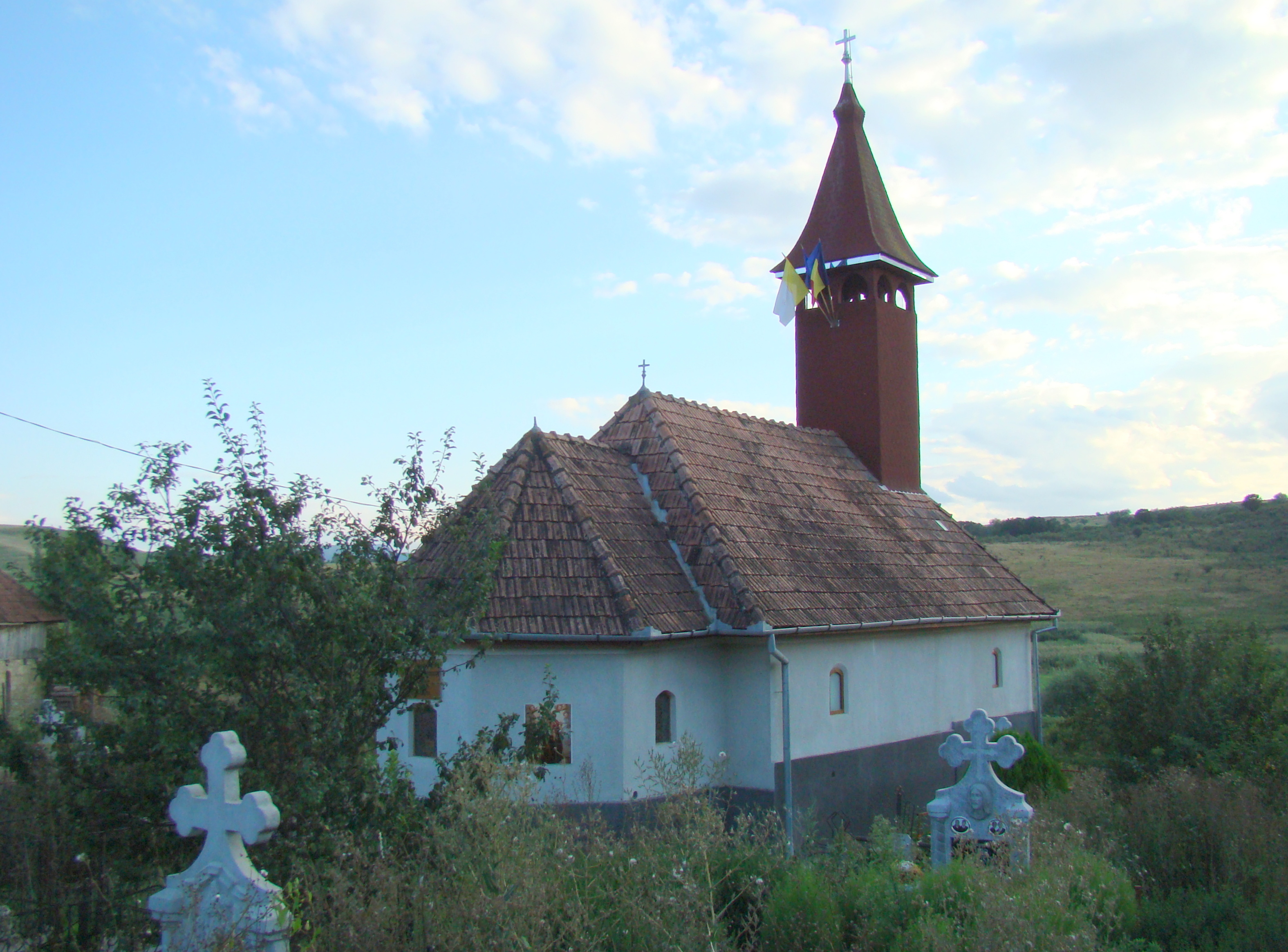
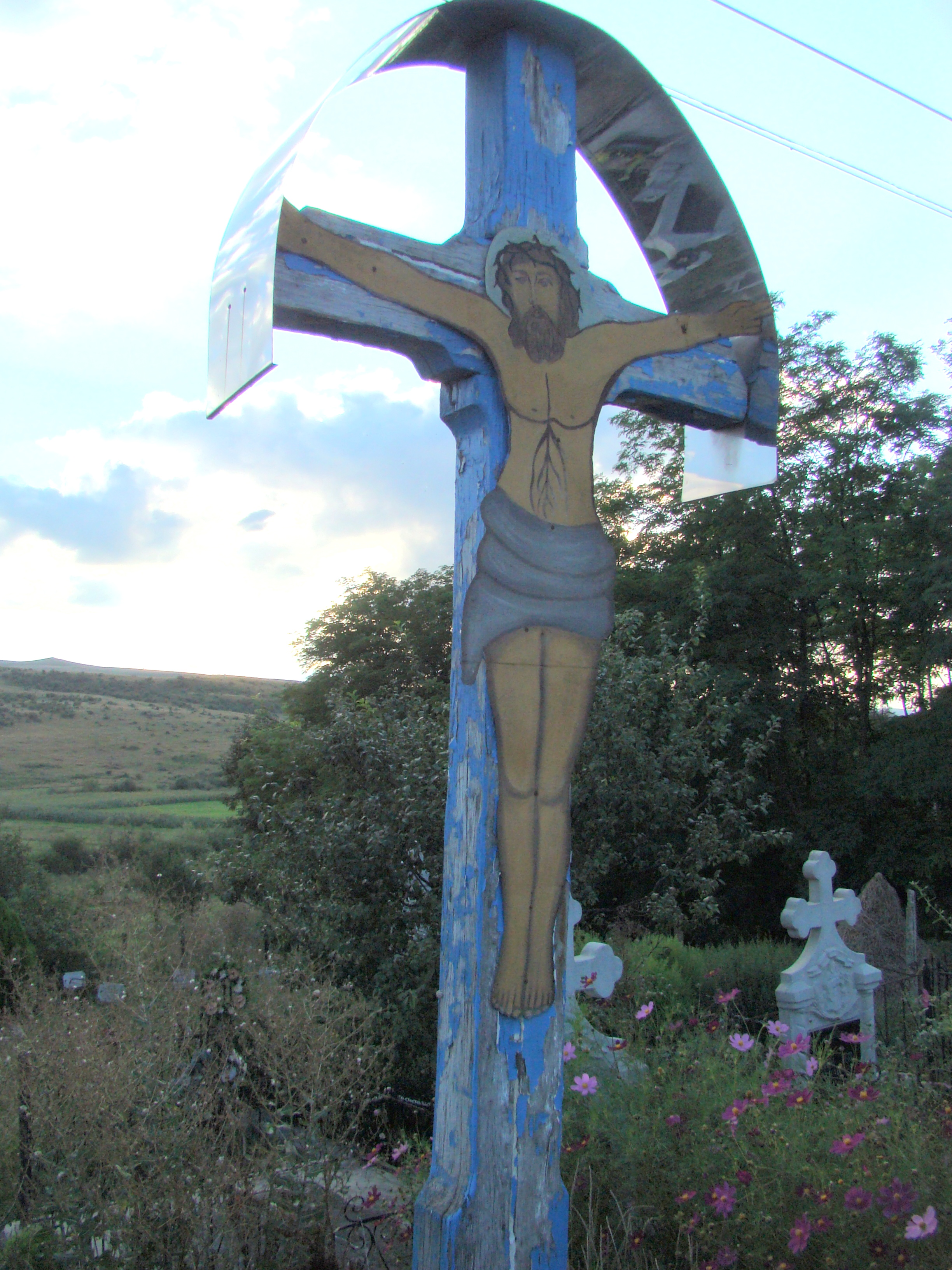
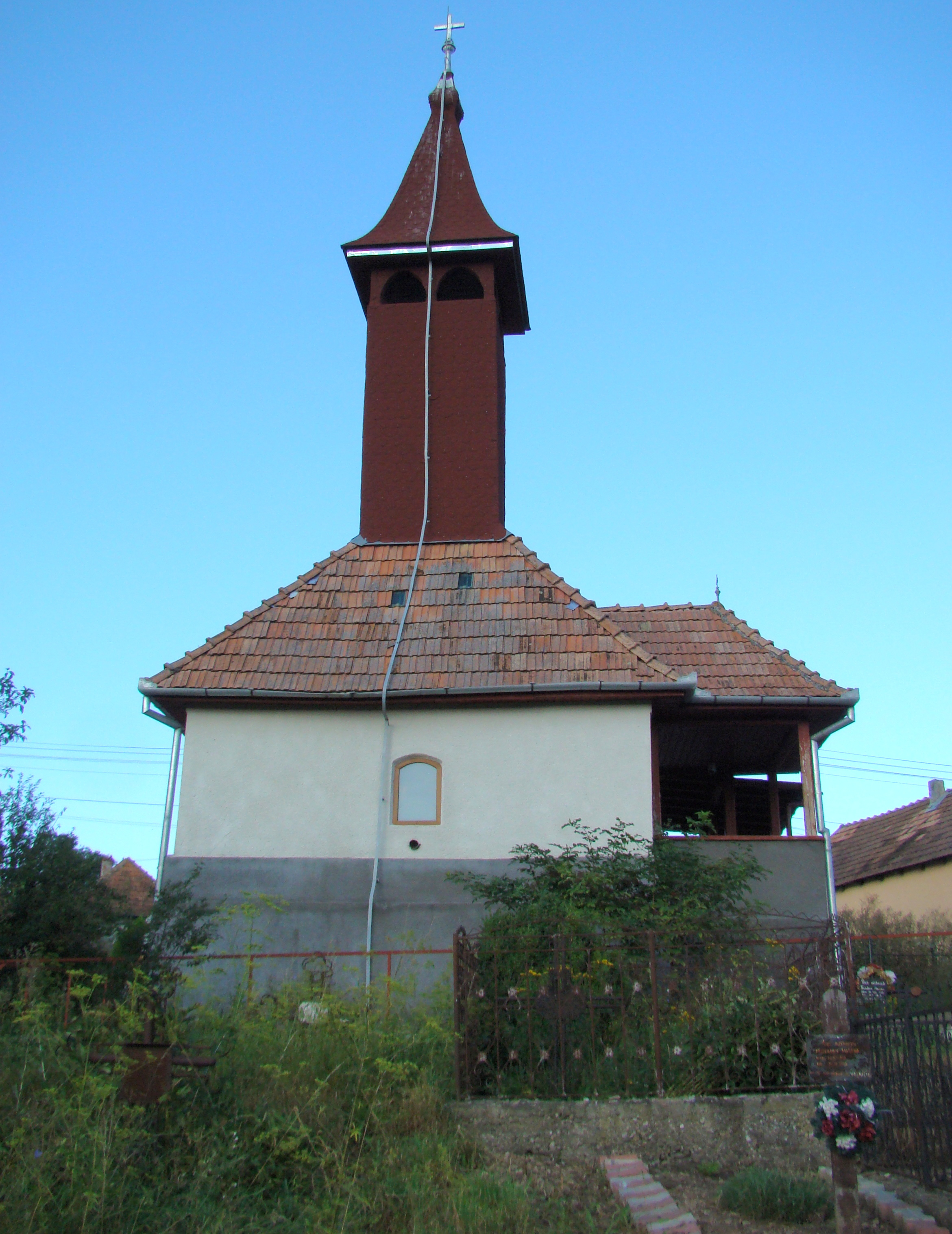
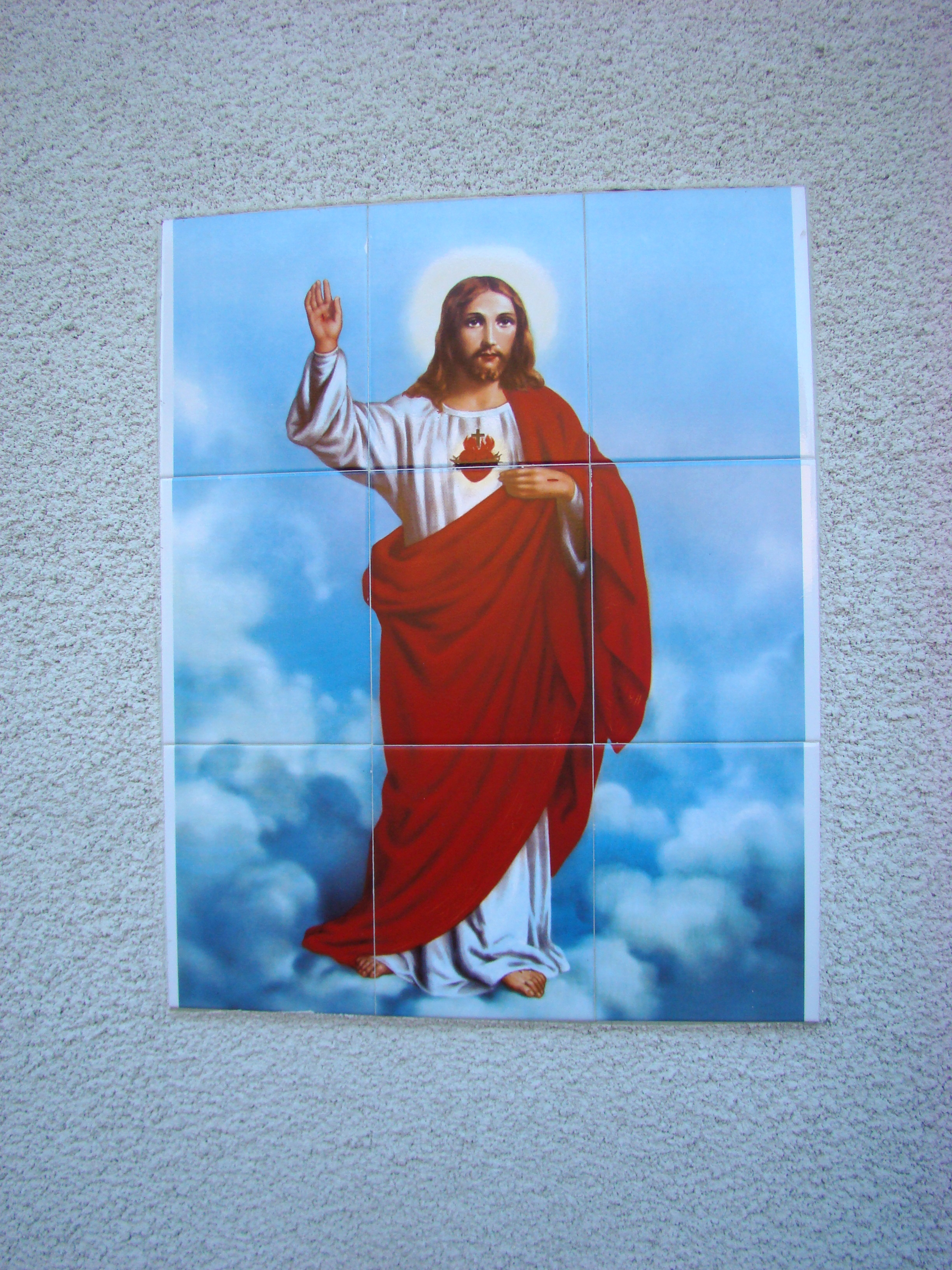
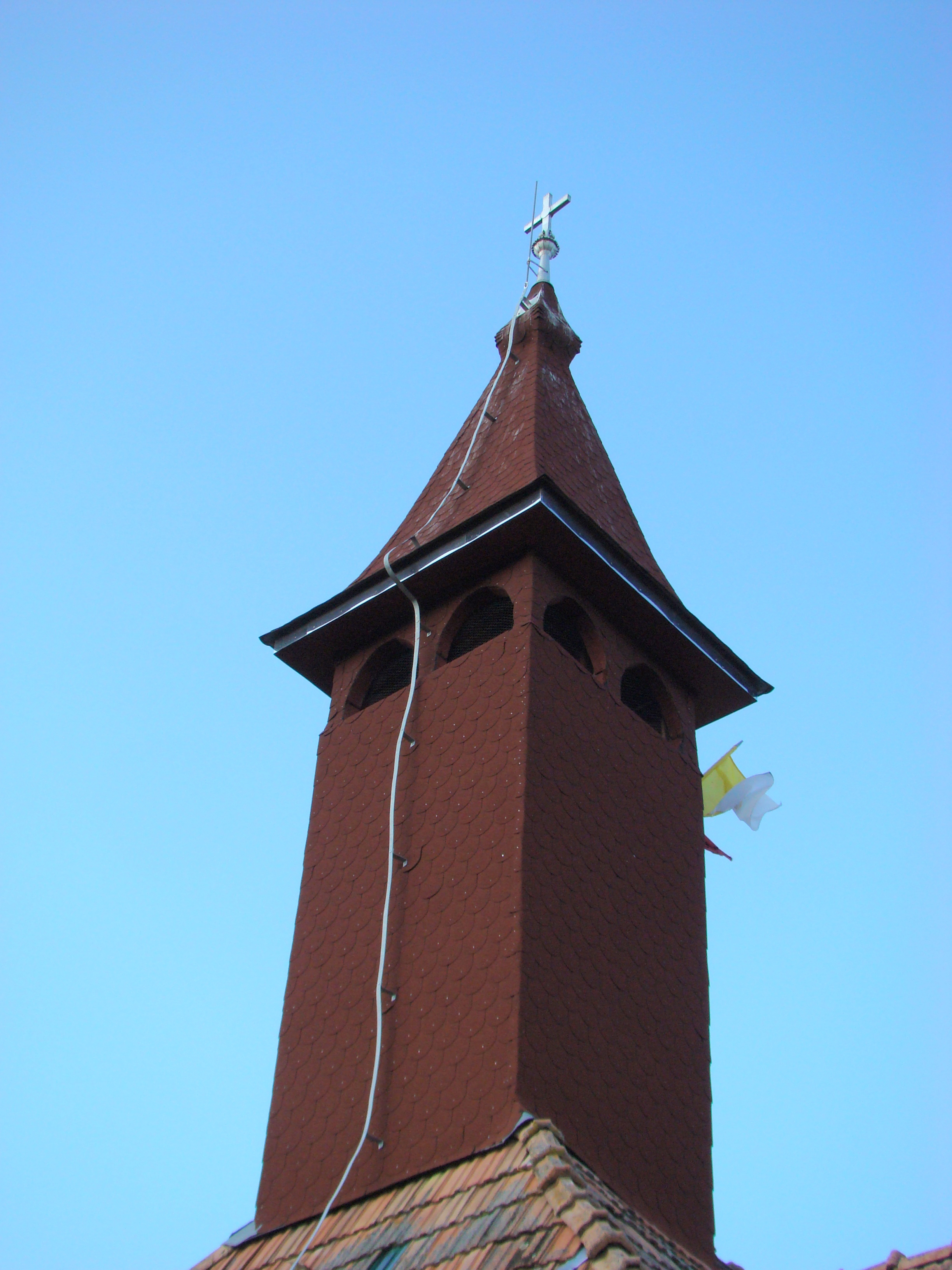
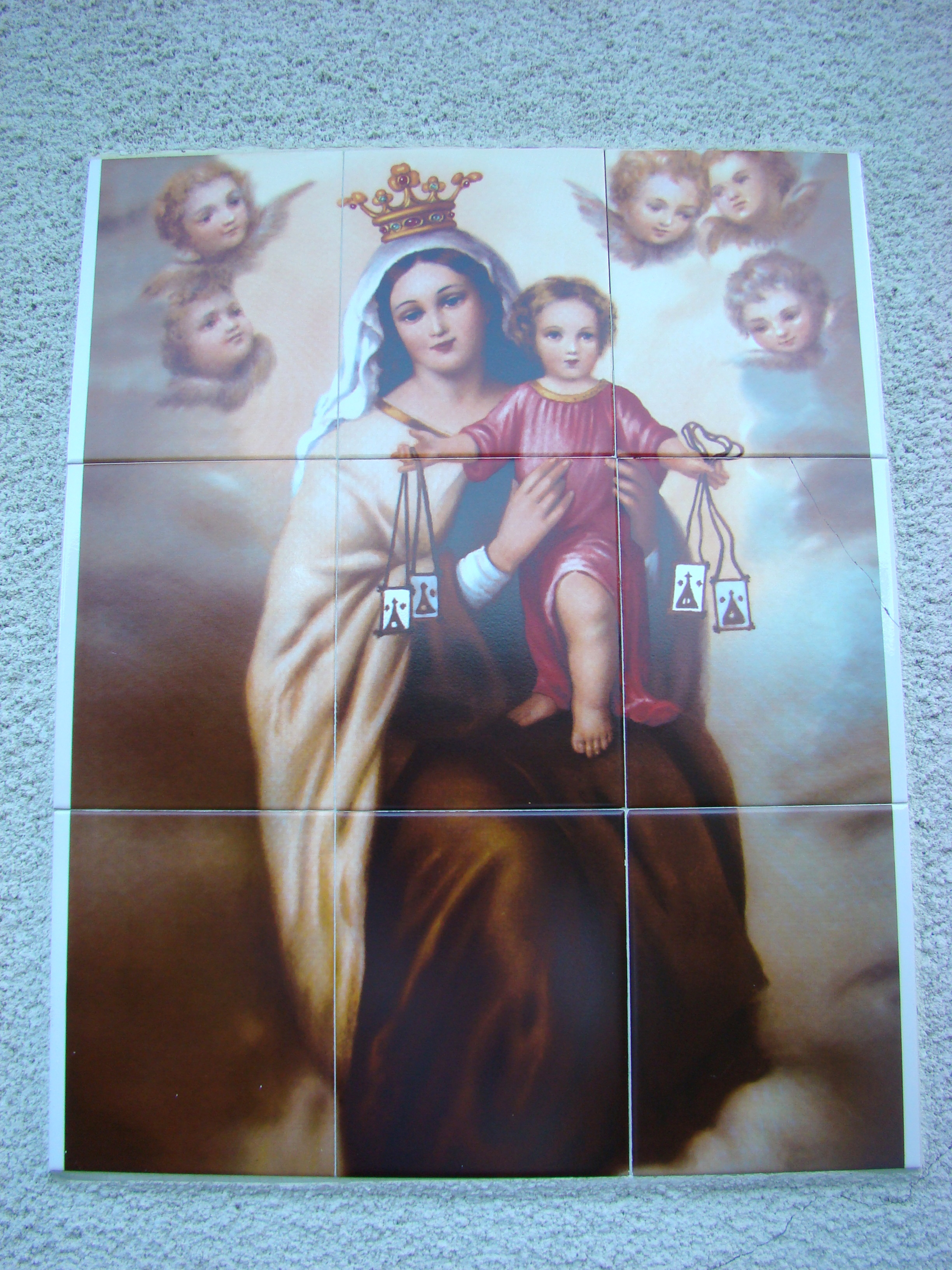
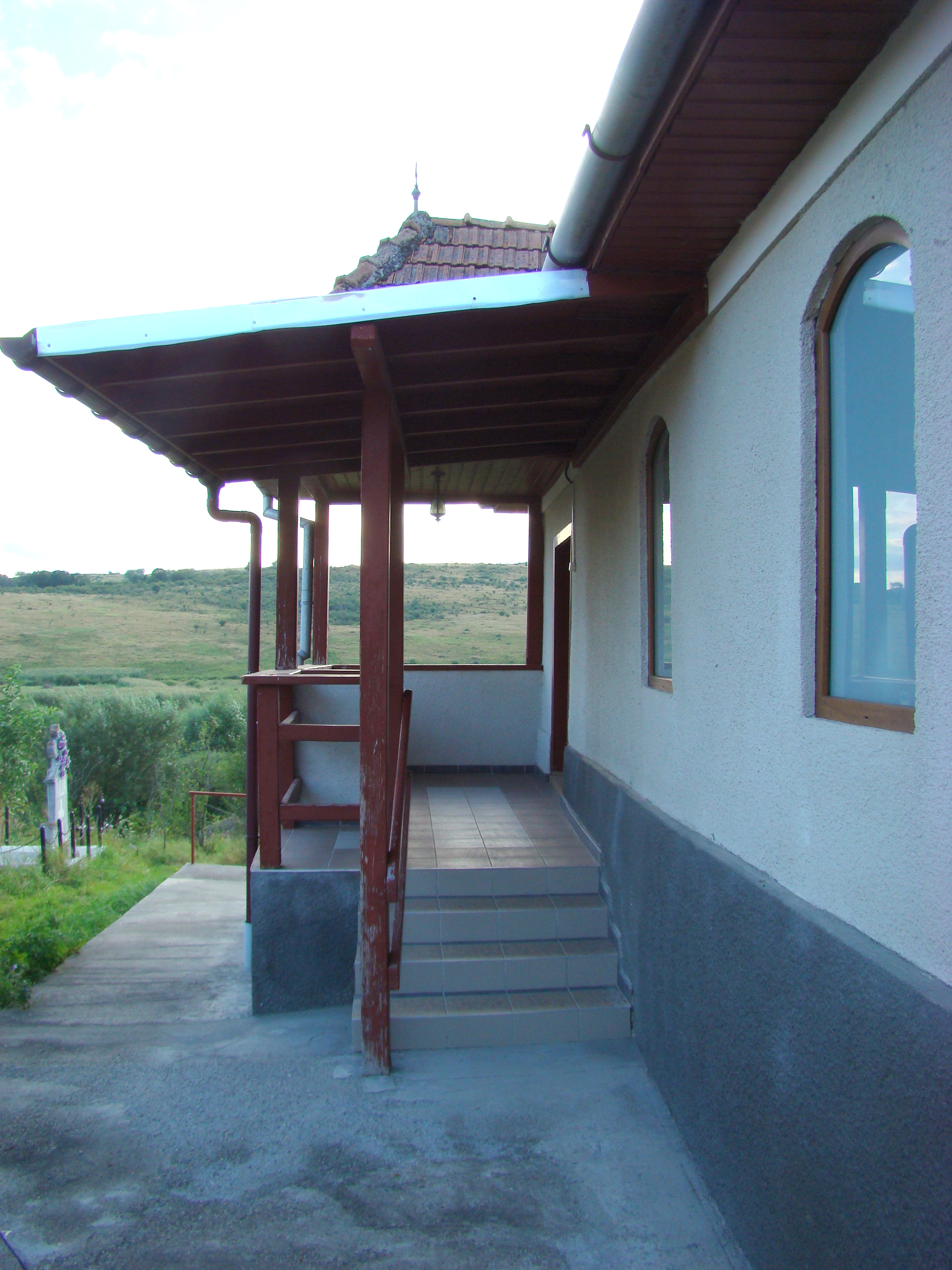
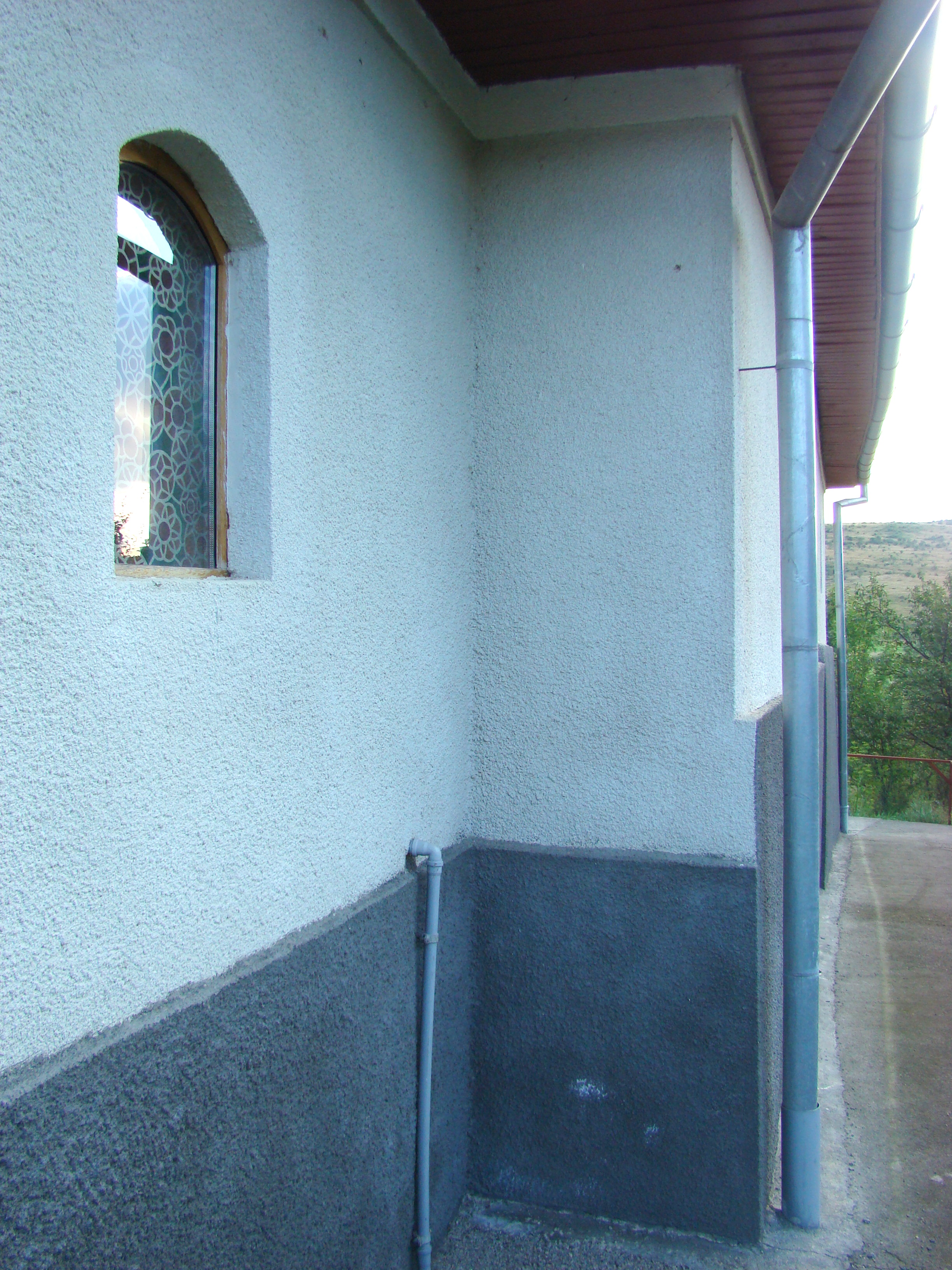
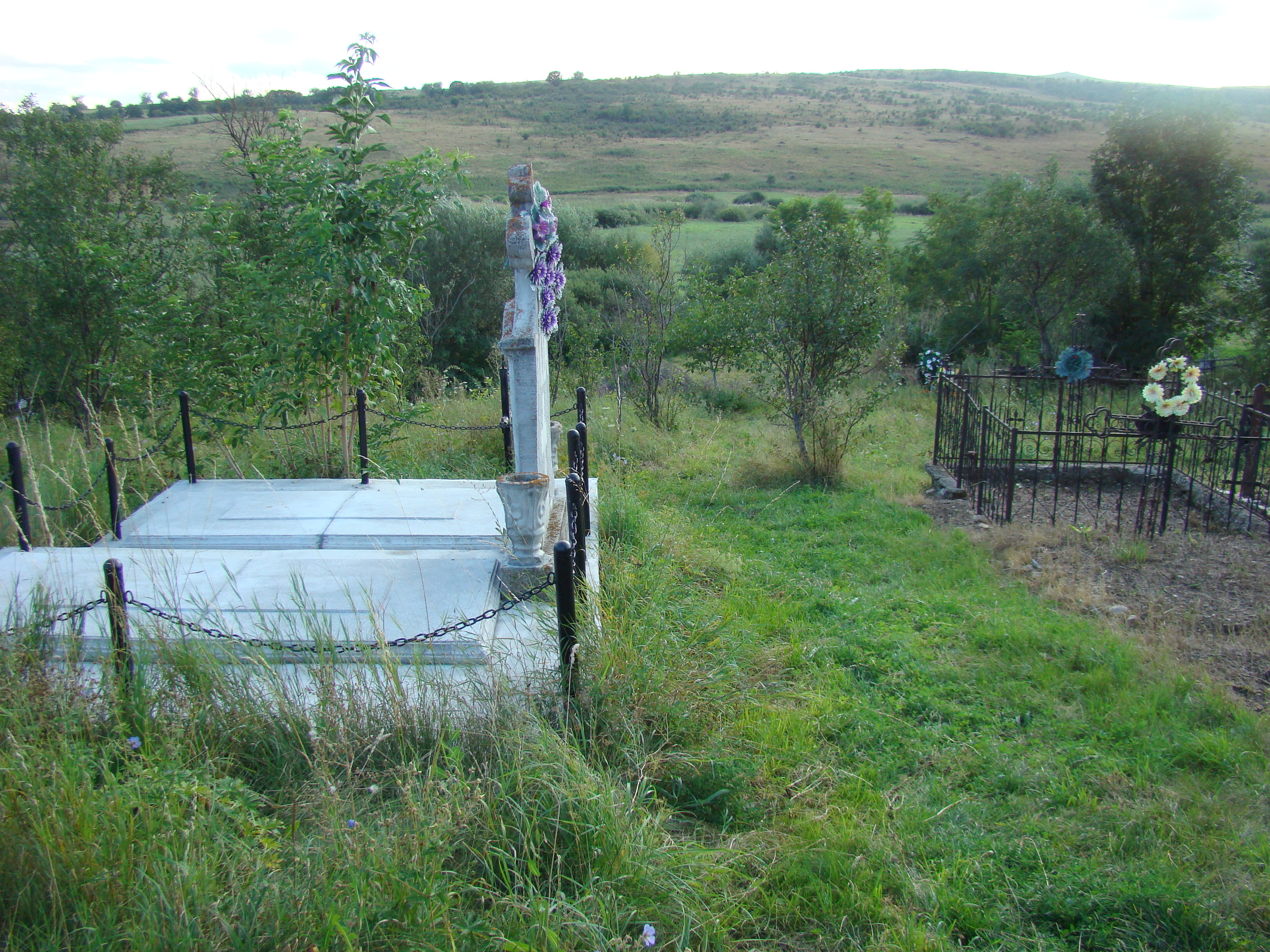